# Nattershofen
Das Dorf Nattershofen ist ein Gemeindeteil des Marktes Lauterhofen im Landkreis Neumarkt in der Oberpfalz.

## Kirche
Kirchlich gehört Nattershofen zur Pfarrei Lauterhofen im Dekanat Habsberg. Seit 1955/1956 hat Nattersdorf mit Maria Königin eine eigene Filialkirche. Die Grundsteinlegung fand am 10. September 1955 statt und die Kirchweih erfolgte am 23. Dezember 1956. Die Innenausstattung (barocker Hochaltar, der Kreuzweg und die Figuren des heiligen Paulus und Petrus) stammen aus der Pfarrkirche Lutzmannstein, welche sich auf den Truppenübungsplatz Hohenfels befand.

## Kommunale Zugehörigkeit
Am 1. Mai 1978 wurde Engelsberg mit Nattershofen (Gemeindesitz), Finsterhaid, Hillohe, Holzheim, Mantlach und Thürsnacht nach Lauterhofen  eingemeindet.

## Denkmäler
Baudenkmäler sind die Waldkapelle Maria Hilf auf dem Dietrichstein aus dem 18./19. Jahrhundert, ein ehemaliges Wirtshaus und eine Sebastiansfigur.